# Kazimierz Ruebenbauer
Kazimierz Ruebenbauer, właśc. Rübenbauer (ur. 3 października 1901 we Lwowie, zm. 17 kwietnia 1919 na Bodnarówce)  – gimnazjalista, Orlę Lwowskie.

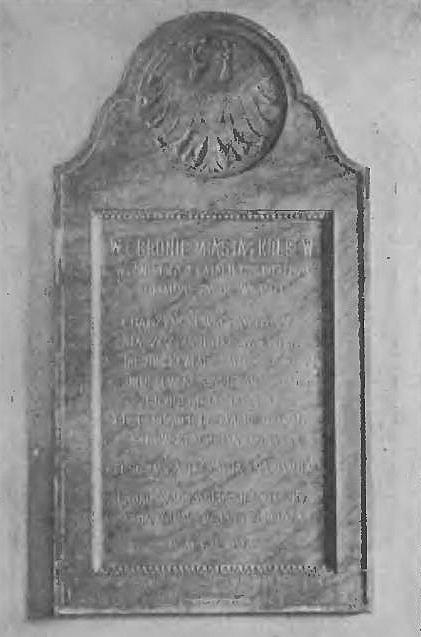
Tablica upamiętniająca poległych uczniów IV Gimnazjum we Lwowie

## Życiorys
Urodził się 3 października 1901 we Lwowie. W roku szkolnym 1918/1918 rozpoczął naukę w VI klasie w C. K. IV Gimnazjum we Lwowie.
U kresu I wojny światowej uczestniczył w obronie Lwowa podczas wojny polsko-ukraińskiej. 9 listopada został ranny w walkach pod dyrekcją kolejową. Odznaczył się w zwycięskich walkach o Szkołę Kadecką 17 listopada oraz w późniejszych. Potem walczył pod Pasiekami. Był szeregowym 40 pułku Strzelców. 17 kwietnia 1919 poległ na Bodnarówce (wzgl. Bednarówka). Został pochowany na Cmentarzu Obrońców Lwowa (katakumba V).

## Upamiętnienie
W latach 20. w westybulu gmachu IV Państwowego Gimnazjum im. Jana Długosza we Lwowie została ustanowiona tablica upamiętniająca uczniów szkoły poległych w walkach w obronie Lwowa i Kresów, a wśród wymienionych na niej był Kazimierz Ruebenbauer.

## Odznaczenie
Zarządzeniem prezydenta RP Ignacego Mościckiego z 4 listopada 1933 został pośmiertnie odznaczony Krzyżem Niepodległości za pracę w dziele odzyskania niepodległości.